# 伊香保御用邸

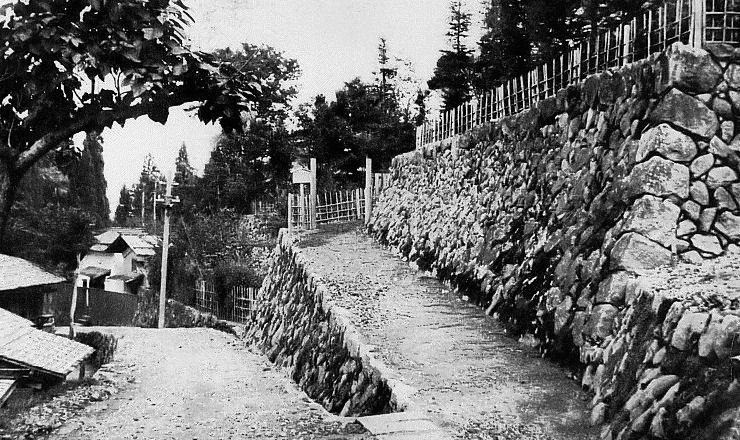
伊香保御用邸入口

伊香保御用邸（いかほごようてい）は、1893年（明治26年）に造営された御用邸である。1945年（昭和20年）に廃止された。

## 概要
伊香保温泉は、古来より湯治場として著名であった。近代日本にリゾート思想を導入し、各地の温泉を広く紹介したドイツ人医師ベルツ博士によって、泉質、避暑地としての適性を評されたことが御用邸選定の契機となった。1890年（明治23年）、宮内省は元老院議官金井之恭の別荘とその周辺を買い上げて「伊香保御料地」とし、1893年に御用邸が造営された。
数多くの皇族に利用され、1911年（明治44年）の夏には、当時の皇太子家の迪宮裕仁親王・淳宮雍仁親王・光宮宣仁親王が避暑のため滞在している。
1945年（昭和20年）5月25日の東京空襲で鳥居坂御殿が焼失したので盛厚王妃 成子内親王と信彦王が終戦まで疎開する。
終戦に伴った皇室財産の整理によって御用邸としての歴史を終えた。1951年に文部省へ移管されたが、翌1952年7月24日の火災によって焼失した。現在、跡地には「群馬大学伊香保研修所」が立地し、敷地内に記念碑と当時玄関で使用された沓脱石が残されている。

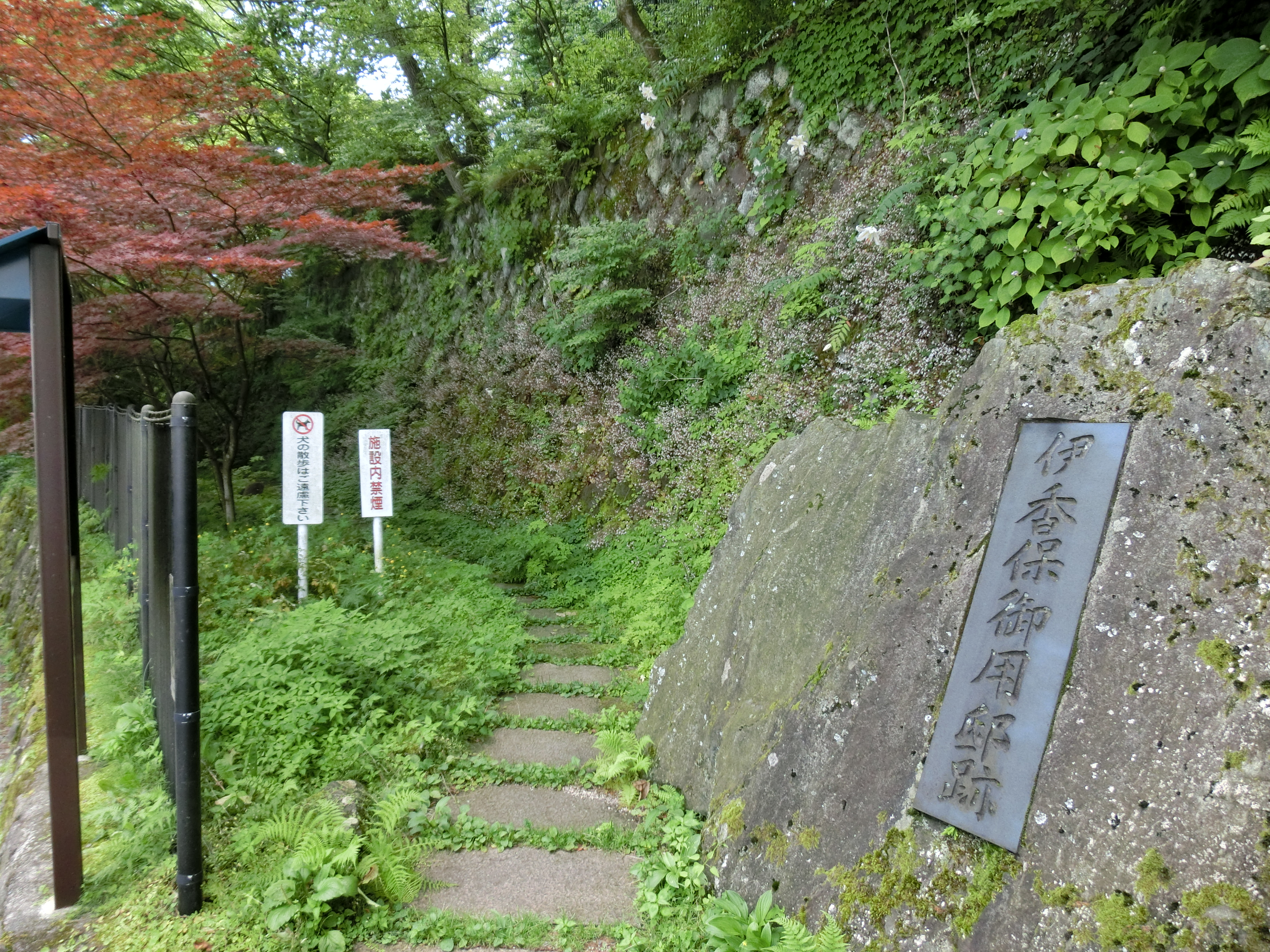
伊香保御用邸跡（2015年）